# Cerkev sv. Rozalije, Zlateče pri Šentjurju
Cerkev sv. Rozalije v Zlatečah pri Šentjurju stoji severozahodno od Šentjurja, na griču med vasema Lokarje in Zlateče pri Šentjurju na nadmorski višini 369 metrov. Z imenitno lego, urejeno razgledno točko ter impresivno notranjostjo je cerkev priljubljena točka za nedeljske izlete domačinov. 

## Zgodovina
Cerkev je nastala iz zaobljube župljanov v času kuge, ki je razsajala v letih 1625–1646. Ime je dobila po sicilijanski svetnici in puščavnici Rozaliji, ki velja za zavetnico pred kugo. Okoli cerkvice je nastalo naselje Rozalija ali Sveta Rozalija, kakor se je kraj imenoval do leta 1953, sedaj pa je to le še ljudsko ime za naselje Zlateče pri Šentjurju.
Stavba je nastajala v 17. stoletju, najprej prezbiterij, nato ladja. Prezbiterij cerkve nosi letnico 1646, ladja pa je bila dokončana okoli leta 1666. Posamezni elementi kažejo značilno izzvenevanje gotike. Posebno kvaliteto predstavlja velik zlat oltar (1667) s kipom svete Rozalije ter sočasne vratnice glavnega in stranskega portala. Leta 1764 so cerkveni ladji na jugu dozidali kapelo svetega Antona Padovanskega, katere banjast obok je z motivi iz življenja svetega Antona poslikal baročni freskant Frančišek Jelovšek. V cerkvi je tudi glažutarski lestenec iz srede 19. stoletja. 
Cerkev je sezidana iz kamna, ki so ga dobili iz bližnjega podrtega gradu na Lipici, to je sosednji hrib na južni strani Rozalije. Kasneje je bila cerkev tudi večkrat renovirana, vendar je v precejšnji meri ohranila prvotno obliko.
Na stavbi lahko opazimo tudi konstrukcijske oblike kot so polkrožni (rimski) lok, segmentni (košarasti) lok, šilasti (gotski) lok, križne oboke, banjaste (sodaste) oboke in podobno.